# メトロポリス・レコード
メトロポリス・レコード（Metropolis Records）は、1993年にデイヴ・ヘックマンによってペンシルベニア州フィラデルフィアで設立されたレコード・レーベル。このレーベルの電子音楽に全振りした形式は、オフ・ビート（Off Beat）などのヨーロッパの同時代レーベルと密接に連携しており、1995年以降のアメリカにおけるアンダーグラウンド・エレクトロニック・ミュージックのプロモーションと配信に重要な役割を果たしてきた。
1999年6月9日、メトロポリスはアメリカのインダストリアル・レーベルであるペンドラゴン・レコード（Pendragon Records）を買収した。同社はペンドラゴンのバック・カタログと、廃業した別のインダストリアル・レーベルである21stサーキットリー（21st Circuitry）のバック・カタログの配信責任を引き継いだ。